# Salomon van Ruysdael
Salomon van Ruysdael (vers 1602, Naarden - † 3 novembre 1670, Haarlem) est un peintre de paysage néerlandais.

## Biographie
Salomon van Ruysdael est le frère de Isaac van Ruisdael.
Ruysdael est devenu membre en 1623 puis directeur en 1648 de la guilde des peintres de Haarlem.
Il a probablement été formé par Esaias van de Velde, sous l'influence duquel il a peint dans sa jeunesse des paysages sous la neige. 
Il ne travaillait pas à la commande, mais exécutait de petits tableaux qu'il mettait en vente. 
Il est le père de Jacob Salomonszoon van Ruysdael (en) et l'oncle de Jacob Isaackszoon van Ruisdael, qui ont tous été peintres. L'impact de son style sur les jeunes artistes fut considérable, notamment sur le plus doué de ses élèves, son neveu Jacob.

## Œuvre
Sous l'influence de Jan van Goyen et de son élève Pieter de Molyn, il a peint des paysages de plaines, de grèves, de rivières et canaux. Au début son traitement des couleurs était un peu brumeux, spécialement pour le feuillage des arbres, mais il évolua bientôt vers une grande clarté, une chaleur et luminosité, pour à la fin s'orienter vers des tons lourds et sombres.
En 1631-1632, son propre style s'affirme, mais ses paysages fluviaux restent difficiles à départager de ceux de Jan van Goyen. 
Vers 1640, il étend son répertoire aux marines et vers 1645, il se rapproche du style classique de paysages peints par son neveu Jacob. Il y découvre les possibilités picturales qu'offre le motif de l'arbre dans une composition. cela donne une nouvelle impulsion à son travail, et il peint entre 1645 et 1655, une série de vues paisibles et limpides dans lesquelles il atteint le sommet de son art. La gamme de couleur est plus étendue et le style plus affirmé.
Entre 1659 et 1662, il a également fait quelques natures mortes.
- Le Bac, 1647, huile sur toile, 91 × 130 cm, Musée Oldmasters, Bruxelles[3]
- Le Bac avec du bétail sur la rivière Vecht près de Nijenrode, 1649
- Bac sur une rivière, 1649, huile sur toile, 101 × 135 cm, National Gallery of Art, Washington[4]
- Le Bac près d'Arnheim, 1650, huile sur panneau, 89 × 116 cm, Musée de l'Ermitage, Saint-Petersbourg[5]
- Marine, 1650, huile sur bois, 35 × 43 cm, Metropolitan Museum de New York[6]
- Deventer, vu du Nord-Ouest, 1657, huile sur chêne, 52 × 76 cm, National Gallery, Londres[7]
- Le Marché aux poissons, huile sur toile, Musée Jeanne-d'Aboville
- Nature morte au dindon, 1661, 112 × 85 cm, Musée du Louvre, Paris[8]
- Ruines de l'abbaye d'Egmond, huile sur bois, 1664, Musée Jeanne-d'Aboville. Ce paysage est considéré comme une des meilleures réalisations de Salomon van Ruysdael

« Outre sa valeur documentaire (l'abbaye bénédictine d'Egmond, au nord d'Amsterdam, fut très florissante jusqu'au XVIe siècle, époque de sa destruction par les « iconoclastes » de la Réforme), cette œuvre est caractéristique de la dernière période de l'artiste par sa composition sobre et équilibrée qui s'organise à partir d'une diagonale légère qui crée la perspective, avec les arbres d'un côté, les bâtiments abbatiaux de l'autre et par les trois éléments qui forment l'accord parfait de la pastorale hollandaise : le ciel, la terre et l'eau traités dans une gamme de couleurs plus riche, plus chaude que celle des œuvres du début de Ruysdael qui tendaient davantage vers une monochromie à la manière de van Goyen...[réf. nécessaire] »

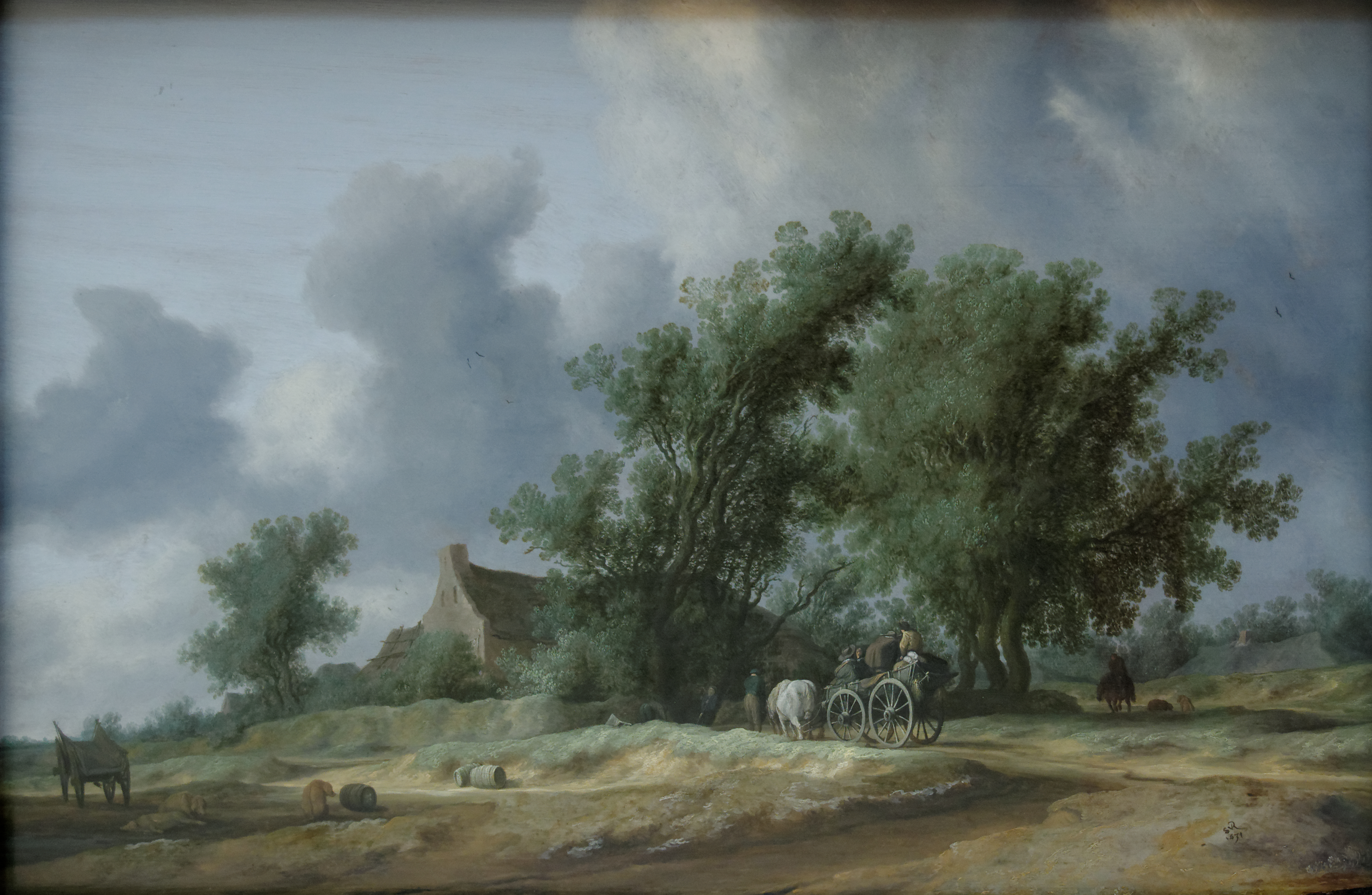
Le chemin de la dune avec une diligence (après la pluie), (1631) Musée des beaux-arts (Budapest)
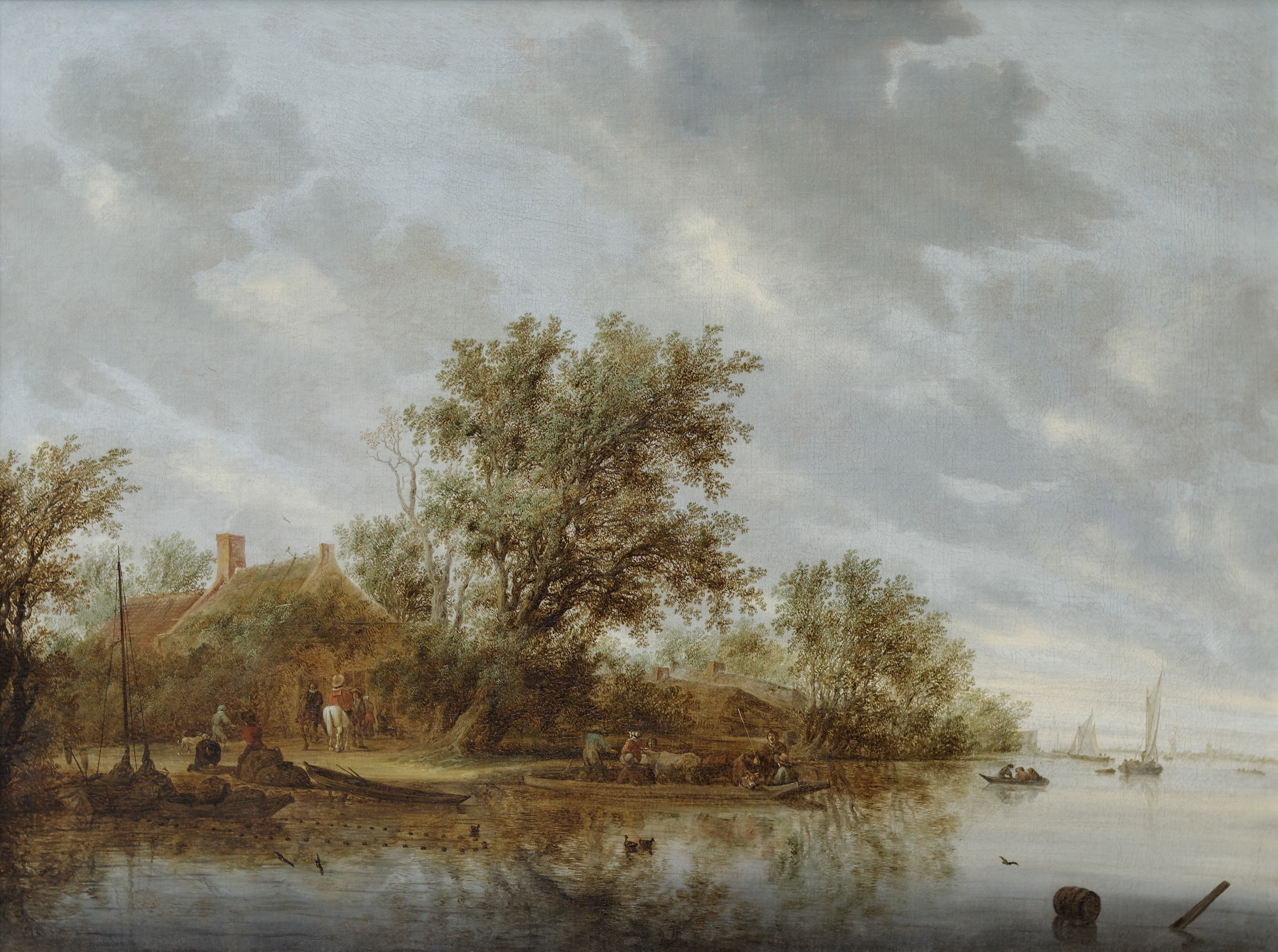
Paysage de bord de rivière avec un bac (1644), Budapest
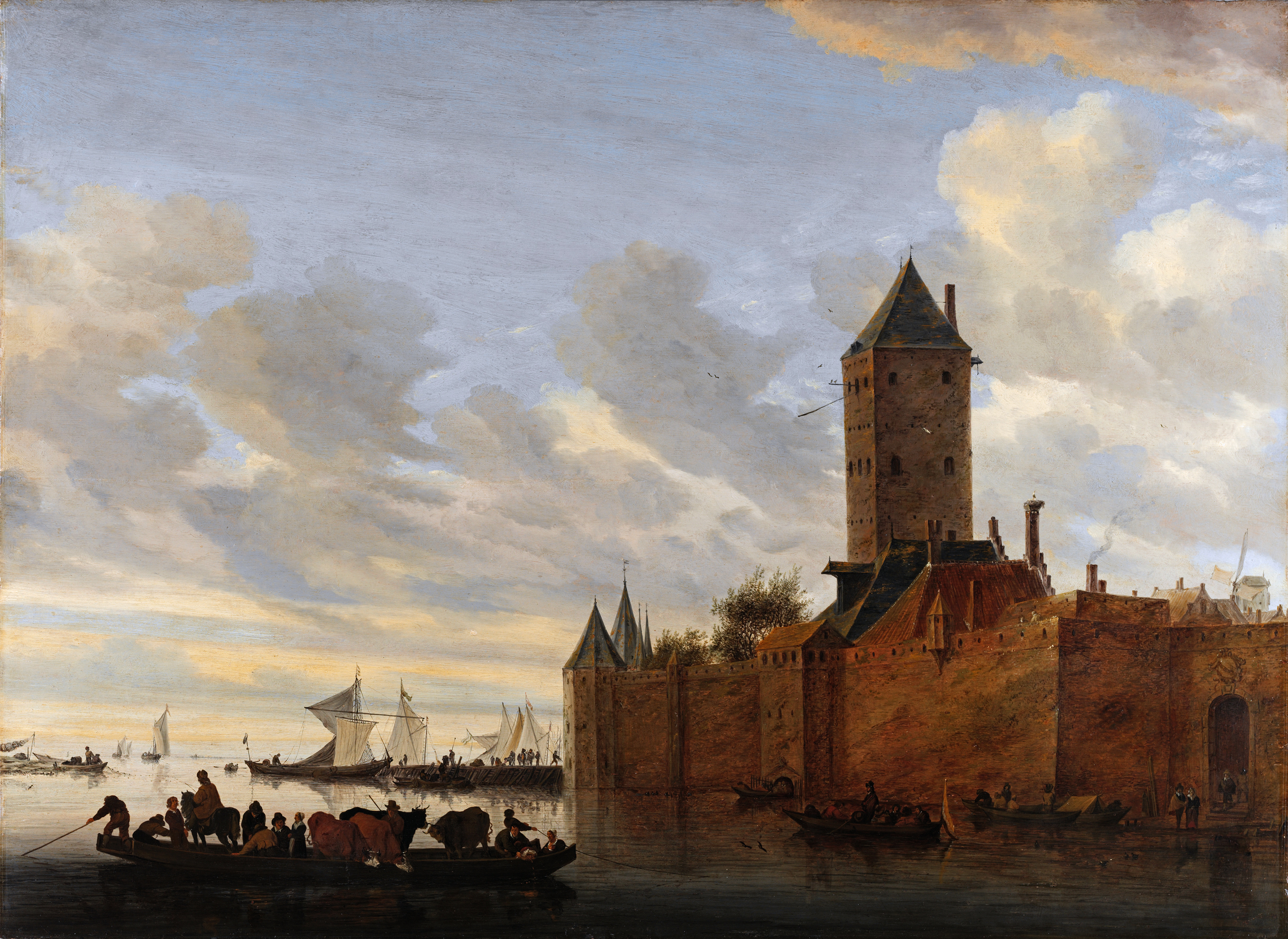
Estuaire avec ville fortifiée (1648), Musée régional de Basse-Saxe
Bac sur une rivière (1649) National Gallery of Art, Washington
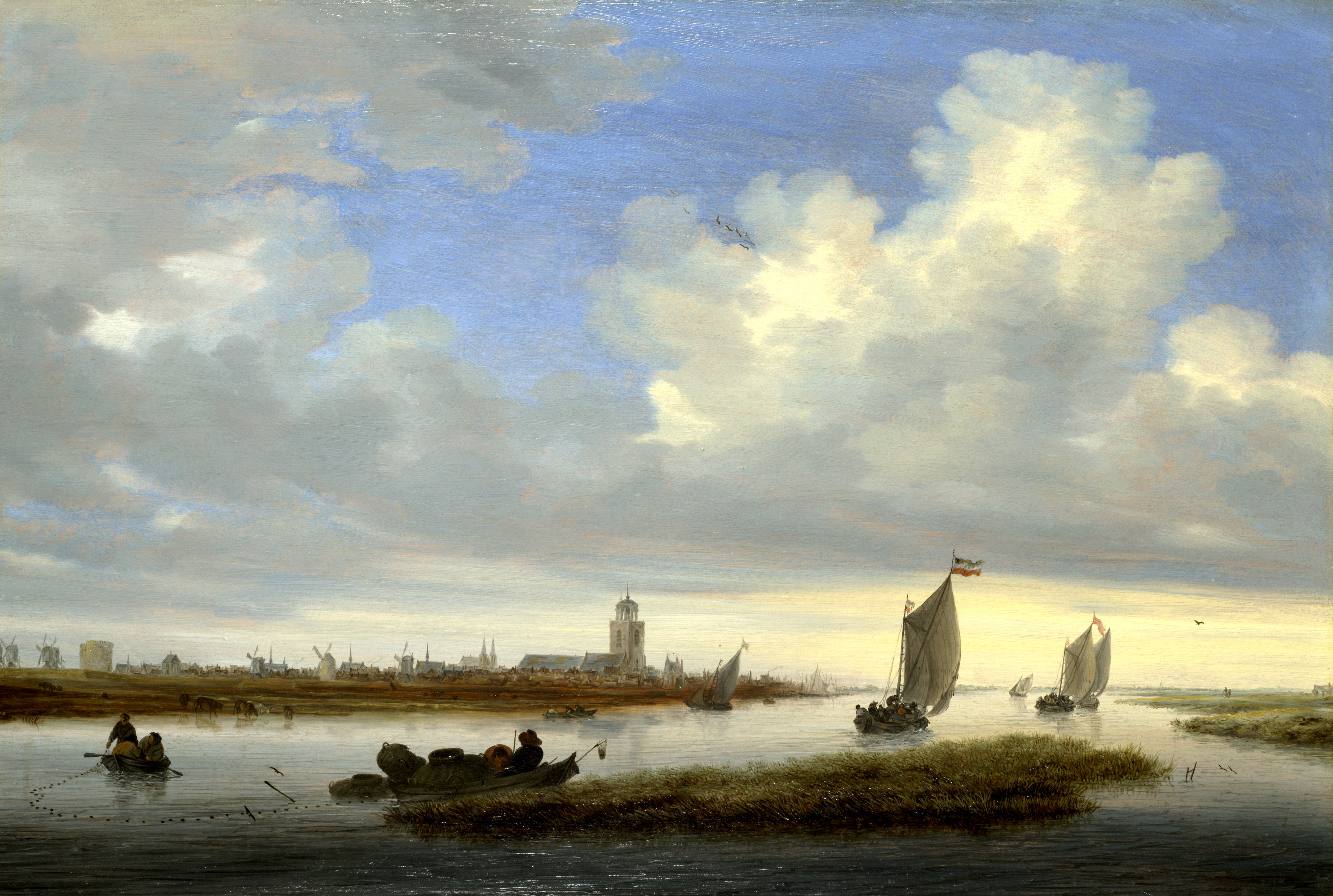
Deventer, vu du Nord-Ouest (1657) National Gallery, Londres
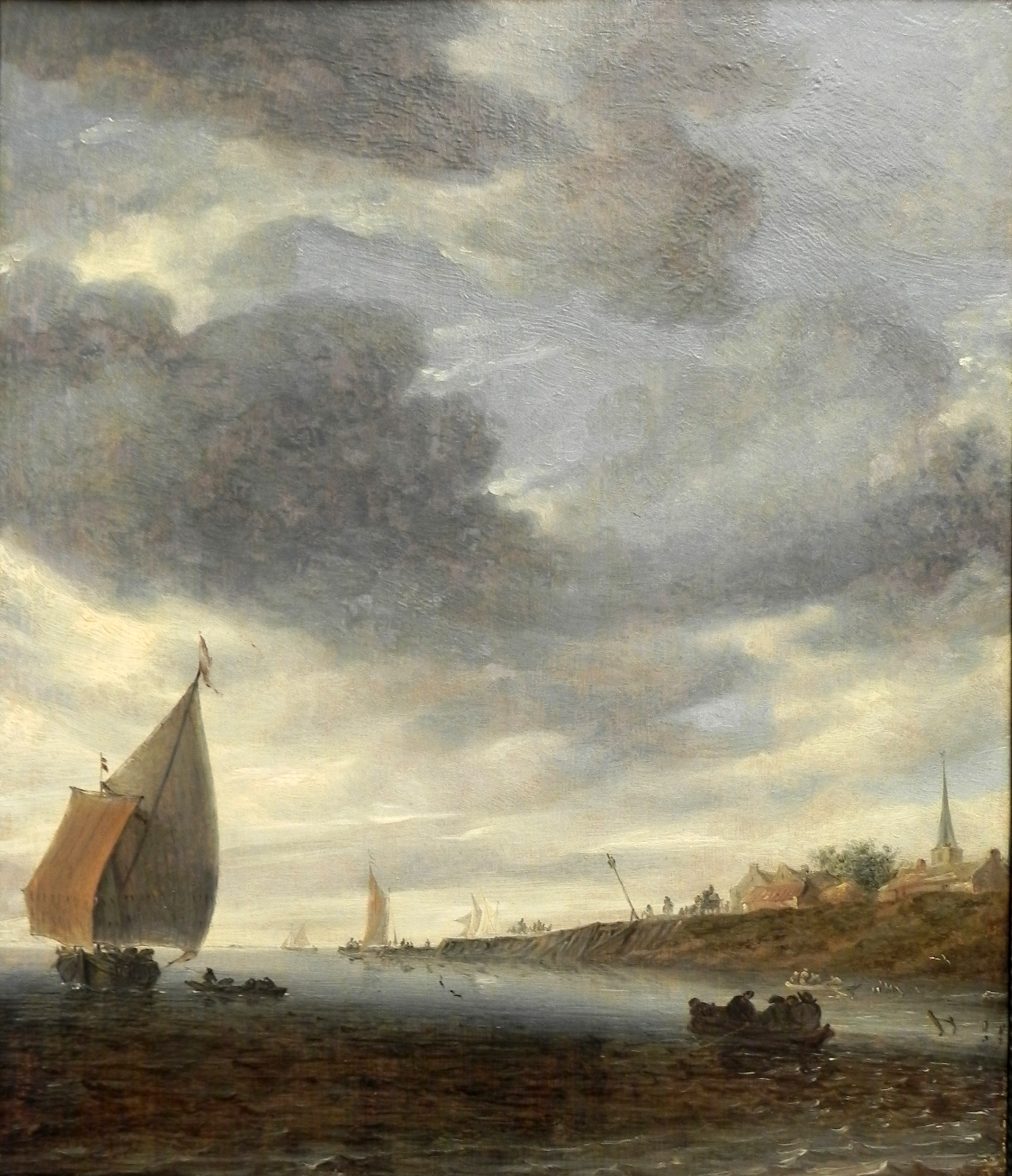
Lagune avec un voilier (1660) Gemäldegalerie (Berlin)